# Xylorhiza cronquistii
Xylorhiza cronquistii là một loài thực vật có hoa trong họ Cúc. Loài này được S.L.Welsh & N.D.Atwood miêu tả khoa học đầu tiên năm 1981.